# Der Rote Elefant
Der Rote Elefant empfiehlt Literaturvermittlern aktuelle, ästhetisch herausragende Bilder-, Kinder- und Jugendbücher. Die Rezensionen enthalten Vorschläge, wie auf die jeweiligen Bücher in Veranstaltungen mit Kindern und Jugendlichen neugierig gemacht werden kann.
Herausgeber ist seit 1993 die „Gemeinschaft zur Förderung von Kinder- und Jugendliteratur (e. V.)“, der Trägerverein von LesArt, dem Berliner Zentrum für Kinder- und Jugendliteratur.
Bis 2022 erschienen die Buchempfehlungen einmal jährlich in gedruckter Form; seit 2019 werden fortlaufend Buchempfehlungen auf www.der-rote-elefant.org veröffentlicht. 

## Inhalt
Regelmäßig sichten und rezensieren Mitarbeiterinnen und Mitarbeiter von LesArt und andere Fachleute Bilder-, Kinder- und Jugendbücher. Ausschlaggebend für jede Empfehlung sind gesellschaftlich relevante Themen, ästhetische Qualität sowie Bedeutsamkeit für die Entwicklung von Kindern und Jugendlichen, insbesondere hinsichtlich der Lese- und Literatursozialisation.  Konkrete Anregungen, wie auf die empfohlenen Bücher in Veranstaltungen mit Kindern und Jugendlichen neugierig gemacht werden kann, befinden sich am Ende fast jeder Rezension. 
Adressaten der empfehlenden Rezensionen sind Literaturvermittler verschiedener Berufe und Berufungen (Erzieher, Lehrer, Bibliothekare, Lesepaten, Eltern, Großeltern ...). 
Die Rezensionen werden fortlaufend veröffentlicht; über neue Empfehlungen wird per Newsletter informiert.

## Geschichte
Die Empfehlungsliste Der Rote Elefant erschien erstmals 1976 im Verlag Internationalismus in Hannover. Sie wurde vom gleichnamigen bundesweit agierenden Verein herausgegeben, in dem sich im Zusammenhang mit der 68er-Bewegung Wissenschaftler, Verleger, Autoren, Illustratoren, Pädagogen, Bibliothekare und Kritiker zusammengeschlossen hatten. Zu den Gründungsmitgliedern gehörten unter anderem Malte Dahrendorf, Johannes Merkel und Dieter Richter. Anliegen des Vereins war es, für eine aufklärende „politische Kinderkultur“ zu streiten. Neben der Organisation von Tagungen und der Edition der Zeitschrift „Kinder-Bücher-Medien“ gab der Verein auch die kritische Empfehlungsliste Der Rote Elefant heraus. In den ersten Jahren wurden darin vorrangig Bücher zu Themen wie Kolonialismus, Nationalsozialismus und tradierte Geschlechterrollen rezensiert.
Nach der Wiedervereinigung Deutschlands löste sich der Verein 1992 auf und der damalige Vorstand bat die Gemeinschaft zur Förderung von Kinder- und Jugendliteratur (e.V.) um Fortführung der Empfehlungsliste.
Seit 1993 wird Der Rote Elefant von Mitgliedern und Freunden der Gemeinschaft zur Förderung von Kinder- und Jugendliteratur (e.V.) mit Sitz in Berlin herausgegeben.
Mit der Ausgabe 40 erschien 2022 die letzte Printausgabe des Roten Elefanten.
Seither werden die Buchempfehlungen ausschließlich auf www.der-rote-elefant.org publiziert.